# 哈斯基山
71°0′S 65°9′E / 71.000°S 65.150°E
哈斯基山（英語：Husky Massif）是南極洲的山峰，位於麥克羅伯特森地，屬於查爾斯王子山脈中阿拉米斯山脈的一部分，處於比舍山西南面12公里，海拔高度2,100米。